# Малое Пальчиково
Малое Пальчиково — деревня в Заинском районе Татарстана. Входит в состав Верхнешипкинского сельского поселения.

## География
Находится в восточной части Татарстана на расстоянии приблизительно 11 км на северо-запад по прямой от железнодорожной станции города Заинск.

## История
Основана в начале XIX века переселенцами из села Пальчиково (ныне Старое Пальчиково), упоминалась также как Никольский Выселок, Выселок Пальчиково.

## Население
Постоянных жителей было: в 1859 году — 261, в 1913—264, в 1920—299, в 1926—193, в 1949—201, в 1958—130, в 1970 — 63, в 1979 — 33, в 1989 — 16, в 2002 — 11 (русские 64 %, украинцы 27 %), 19 в 2010.